# Marija Wladimirowna Aljochina

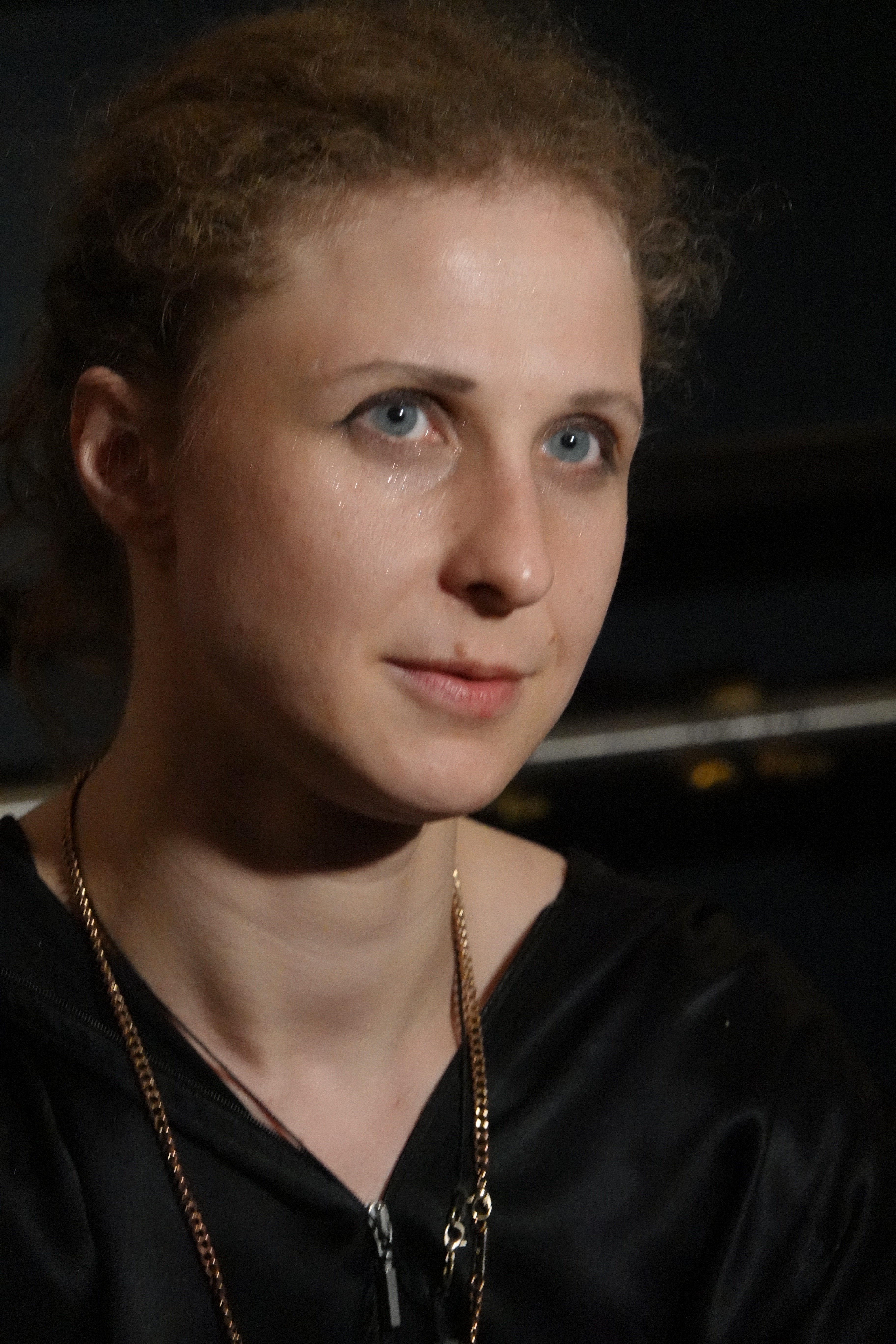
Marija Aljochina (2022)

Marija Wladimirowna Aljochina (russisch Мари́я Влади́мировна Алёхина; * 6. Juni 1988 in Moskau) ist eine russische politische Aktivistin und Performancekünstlerin. Internationale Bekanntheit erlangte sie als Mitglied von Pussy Riot.

## Leben
Bei ihrer Verhaftung war Aljochina im vierten Jahr Studentin des Instituts für Journalismus und Kreatives Schreiben in Moskau. Als langjährige Greenpeace-Aktivistin war sie zuvor an den Protesten gegen das Autobahnprojekt Moskau-Sankt Petersburg (M11) beteiligt, für das weite Teile des Chimki-Waldes im Moskauer Grüngürtel gerodet werden sollten. Sie ist Mutter eines Sohnes (* 2007) und lebt seit 2022 mit ihrer Lebensgefährtin, der Pussy-Riot-Mit-Aktivistin Lucy Shtein, in Island. Beide Frauen konnten im Mai 2023 die isländische Staatsbürgerschaft annehmen.

### Pussy Riot

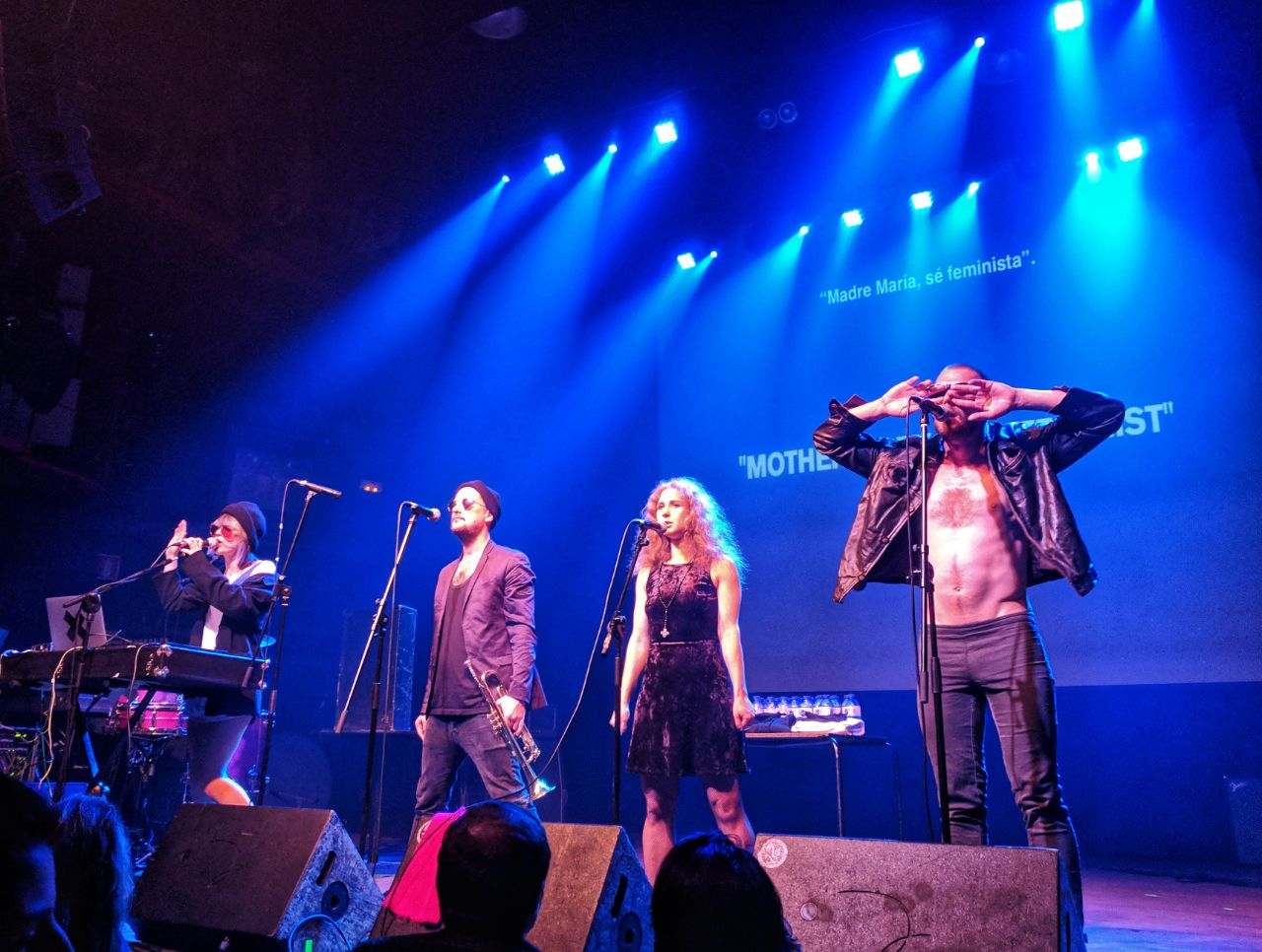
Auftritt mit Pussy Riot unter dem Titel Riot Days (2019)

Im Vorfeld der russischen Präsidentschaftswahl 2012 war Aljochina seit Oktober 2011 aktives Mitglied von Pussy Riot und beteiligte sich an Putin-kritischen Performanceaktionen. Weltweite Aufmerksamkeit erregte die Gruppe mit dem sogenannten „Punk-Gebet“ gegen den russischen Patriarchen Kyrill I. und Wladimir Putin in der Christ-Erlöser-Kathedrale in Moskau am 21. Februar 2012.

### Verhaftung und Verurteilung

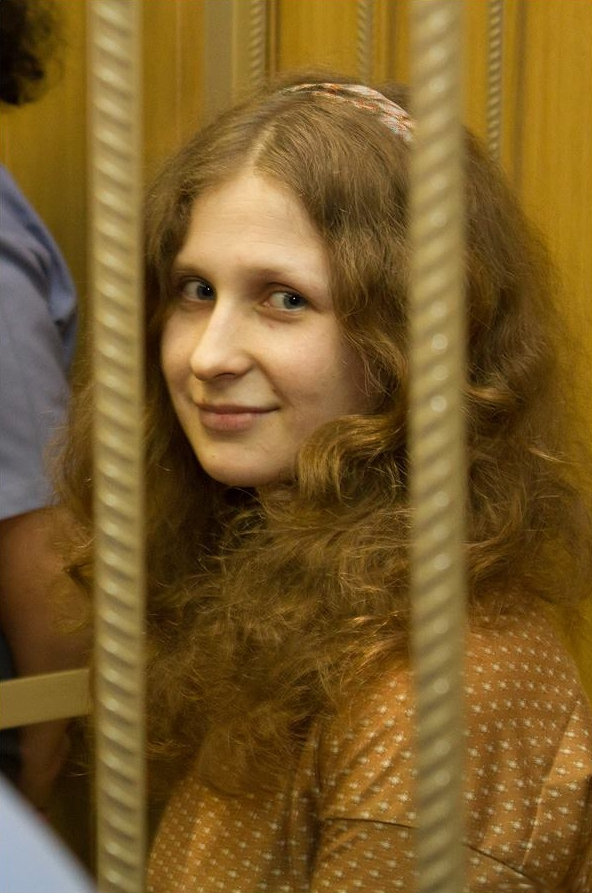
Marija Aljochina während der Gerichtsverhandlung in Moskau (2012)

Infolge dieser Aktion wurde Aljochina zusammen mit Nadeschda Tolokonnikowa und Jekaterina Samuzewitsch in Untersuchungshaft genommen. Gegen die drei Aktivistinnen wurde Anklage wegen grober Verletzung der öffentlichen Ordnung (Rowdytum) nach Paragraph 213 des russischen Strafgesetzbuchs erhoben. Nachdem ihren Anwälten nur sehr begrenzt Einsicht in die Anklageakten gewährt worden war, traten Aljochina und Tolokonnikowa in einen zweiwöchigen Hungerstreik.
Im Juli 2012 wurden die Ermittlungen beendet und Anklage erhoben. Am 17. August 2012 wurden die drei Aktivistinnen wegen „Rowdytums aus religiösem Hass“ verurteilt, wogegen sie am 27. August 2012 erfolglos Berufung einlegten.

Marija Aljochina erklärte in ihrem Schlussplädoyer: 

„Mich ärgert sehr, wenn die Anklage von ‚sogenannter‘ moderner Kunst spricht. Während des Prozesses gegen den Dichter Josef Brodskij in der Sowjetunion geschah genau das gleiche. Da war von ‚sogenannten Gedichten‘ Brodskijs die Rede. Für mich ist dieser Prozess ein ‚sogenannter‘ Prozess. Und ich habe keine Angst vor Ihnen und vor dem Urteil dieses ‚sogenannten‘ Gerichts.“

Außerdem:

„Für mich hat dieses Verfahren nur den Status eines sogenannten Prozesses. Und ich habe keine Angst vor ihm. Ich habe keine Angst vor Lügen und Fiktionen, schlecht durch Täuschung als ein sogenanntes Gerichtsurteil dekoriert. Deshalb kann man meine sogenannte Freiheit nehmen. Und es ist gerade diese, die jetzt in Russland existiert.  Aber meine innere Freiheit kann niemand wegnehmen.“

Trotz anhaltender Solidaritätskundgebungen nach der Verhaftung und Verurteilung wurde in der russischen Öffentlichkeit der Auftritt von Pussy Riot in der Christ-Erlöser-Kirche mehrheitlich negativ und das Gerichtsurteil vorwiegend zustimmend beurteilt.
Weltweit hingegen erfolgten gegen das Gerichtsverfahren und das -urteil Proteste von Menschenrechtsorganisationen, Politikern und Künstlern, darunter am 23. Juli 2013 ein offener Brief von 100 international bekannten Künstlern, der die Freilassung der Aktivistinnen forderte.
Ihre Strafe von zwei Jahren Lagerhaft verbrachte Aljochina in einem Straflager bei Nischni Nowgorod, 400 Kilometer östlich von Moskau.

### Überprüfung des Gerichtsurteils
Der Oberste Gerichtshof hatte Anfang Dezember 2013 die Überprüfung der Urteile gegen die Inhaftierung von Marija Aljochina und Nadeschda Tolokonnikowa angeordnet: Der im Urteil genannte Teilaspekt „Hass“ sei nicht ausreichend bewiesen worden, urteilte Russlands Oberster Gerichtshof und verwies das Urteil an das zuständige Moskauer Gericht zurück. Außerdem seien „weder das junge Alter der Angeklagten, noch ihre familiäre Situation oder die Gewaltfreiheit ihrer Taten berücksichtigt“ worden – Aljochina und Tolokonnikowa sind Mütter kleiner Kinder, womit nach russischem Recht ein Strafaufschub möglich gewesen wäre. „Zudem fehle ein stichhaltiges Motiv für die Anklage. Demnach stimmte auch die schriftliche Fassung des Urteils nicht mit dem im Gerichtssaal im August 2012 verlesenen Richterspruch überein.“
Für Tolokonnikowa und Aljochina war die Anordnung des Obersten Gerichtshofs ein wichtiger Teilerfolg, nachdem der Justiz wiederholt politisch gesteuerte Willkür vorgeworfen worden war. Der russische Menschenrechtsbeauftragte Wladimir Petrowitsch Lukin, der die Beschwerde beim Obersten Gericht im Namen der inhaftierten Aktivistinnen eingereicht hatte, und die Anwälte von Pussy Riot hofften daher auf eine baldige Freilassung der Frauen.

### Begnadigung und Freilassung
Die Duma beriet am 17. Dezember 2013, im Vorfeld der Olympischen Spiele in Sotschi, über eine Amnestie für 25.000 in Russland Inhaftierte, in deren Folge auch die Pussy-Riot-Aktivistinnen ungeachtet der Überprüfung des Gerichtsurteils freigelassen werden sollten. Offizieller Anlass für die Amnestie waren die Feierlichkeiten zum 20. Jahrestag der russischen Verfassung am 12. Dezember. Putin bestätigte im Rahmen einer Pressekonferenz am 19. Dezember 2013, dass die Amnestie auch für die inhaftierten Pussy-Riot-Mitglieder gelte; wie schnell diese umgesetzt werden würde, war zunächst nicht bekannt. Zu Pussy Riot erklärte der russische Präsident bei der Jahrespressekonferenz: „Sie tun mir nicht leid, dass sie in einer Haftanstalt gelandet sind, auch wenn das nichts Gutes ist. Sie tun mir leid, dass sie überhaupt diese Ungeheuerlichkeit, die meiner Ansicht nach Frauen entwürdigt, begangen haben. Die Amnestie sei auch keine Überprüfung des Urteils“, betonte Putin. „Sie können theoretisch noch heute herauskommen“, erklärte Irina Chrunowa, die Anwältin von Aljochina und Tolokonnikowa, vor Putins Ankündigung. Die Angehörigen der beiden Aktivistinnen reisten daraufhin zu den jeweiligen Straflagern.
Am 23. Dezember 2013 wurde Aljochina wenige Stunden vor ihrer Mitstreiterin Nadeschda Tolokonnikowa freigelassen und traf sich unmittelbar danach mit Menschenrechtsaktivisten.

### Erneute Verurteilungen und Flucht
Im Zusammenhang mit Aufrufen zu Demonstrationen für den inhaftierten Alexei Nawalny wurde Aljochina im September 2021 zu einem Jahr Freiheitsbeschränkung in Form eines nächtlichen Ausgangsverbots verurteilt.
Am 10. Mai 2022 wurde bekannt, dass Maria Aljochina im April trotz polizeilicher Überwachung Russland auf zunächst unbekanntem Weg verlassen hatte. Die russischen Behörden hatten angekündigt, dass ihr effektiver Hausarrest in 21 Tage in einer Strafkolonie umgewandelt würde. Aljochina befinde sich nicht mehr auf russischem Staatsgebiet, erklärte ihr Anwalt nach Angaben der Agentur Interfax. Wie ihre Lebensgefährtin und Mit-Aktivistin Lucy Shtein wenige Monate zuvor verließ sie ihren Wohnort unbemerkt in der Uniform eines Essens-Kurierdienstes und floh aus Russland.

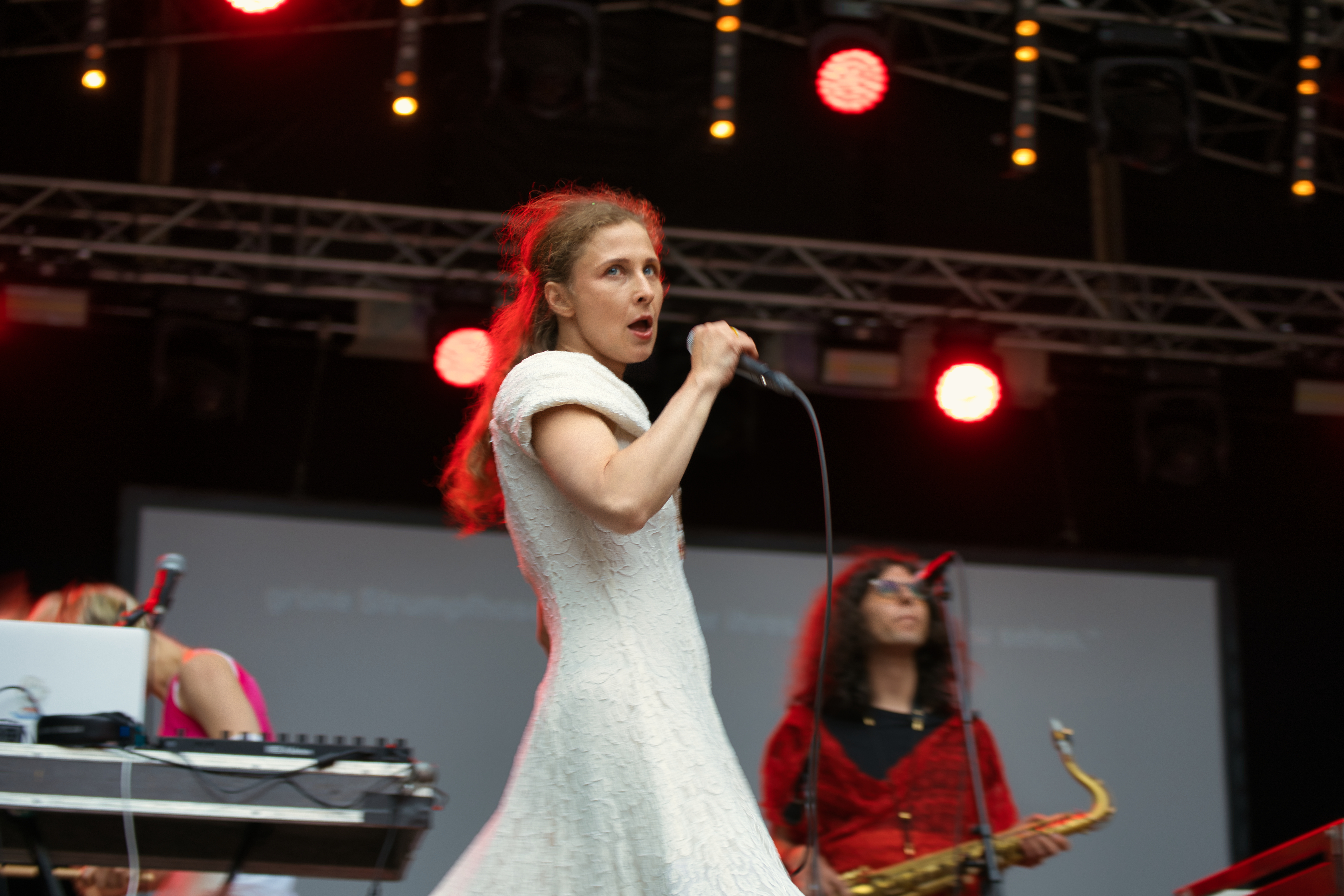
Pussy Riot am Rudolstadt-Festival 2022

Sie erreichte auf ihrer Flucht Litauen. Schon wenige Tage später trat sie mit anderen Musikern und Aktivisten als Pussy Riot in Deutschland auf.

## Sonstiges
Dokumentiert wurden die Vorbereitungen des „Punk-Gebets“ und des Prozesses in dem russisch-amerikanischen Dokumentarfilm Pussy Riot: A Punk Prayer und der russischen Independentproduktion Pussy vs. Putin sowie in dem Spielfilm Die Moskauer Prozesse.

## Auszeichnungen
Am 5. Dezember 2014 erhielten Marija Aljochina und Nadeschda Tolokonnikowa zusammen mit dem ukrainischen Autoren Jurij Andruchowytsch den Hannah-Arendt-Preis der Stadt Bremen. In der Pressemeldung hieß es zur Begründung: „Die Preisträgerinnen und der Preisträger leben und arbeiten im postimperialen Raum der aufgelösten Sowjetunion und wenden sich gegen den Versuch, in der Ukraine und in Russland alte Herrschaftsverhältnisse wiederherzustellen und die politischen Freiheiten abzuschaffen. Dabei sind freilich die Bedingungen in der unabhängigen Ukraine andere als in Russland, das unter Putin dabei ist, in die Fußstapfen der vorangegangenen zaristischen und sowjetischen Gewaltregime zu treten.“